# ヨハンナ・フォン・プフィルト

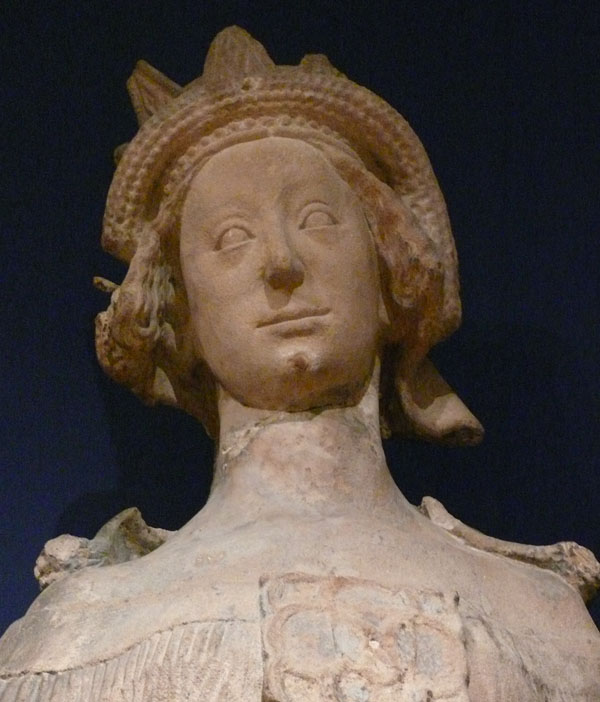
シュテファン大聖堂のヨハンナの彫像

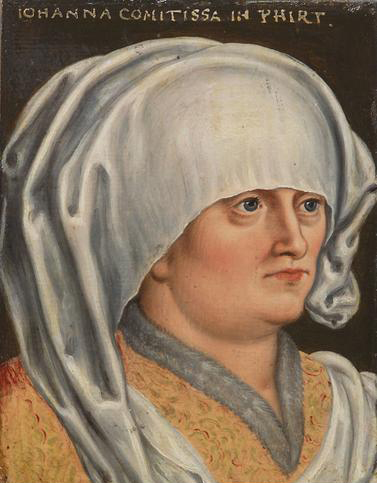
ヨハンナ・フォン・プフィルト（16世紀）

ヨハンナ・フォン・プフィルト（独:Johanna von Pfirt, 1300年 - 1351年11月15日）は、アルザス地方のフェレット（プフィルト）伯領（Comté de Ferrette）の女子相続人で、オーストリア公アルブレヒト2世の妻。フランス語名はジャンヌ・ド・フェレット（Jeanne de Ferrette）。

## 生涯
フェレット伯ウルリシュ3世と、その妻でモンベリアル伯ルノー（Renaud de Bourgogne）の娘であるジャンヌの間の長女として生まれた。1324年3月に父ウルリシュ3世が男子のないまま死去すると、ヨハンナと妹のウルスラにはズントガウ（スンゴー、Sundgau）、ヴォージュ山岳地帯南部、ベルフォール峡谷（Trouée de Belfort）、ジュラ地方北端部を含む広大な領地が残された。
ハプスブルク家のオーストリア公レオポルト1世はウルリシュ3世の死の報を聞くと、迅速に行動に出た。レオポルト1世はウルリシュ3世の未亡人ジャンヌと交渉し、彼女の長女ヨハンナと自分の未婚の弟アルブレヒト2世の縁談をまとめた。ヨハンナの妹ウルスラは、金銭的補償と引き換えにフェレット伯領の相続権を放棄した。3月17日にはタンにおいてアルブレヒト2世との結婚契約が結ばれた。こうしてヨハンナはハプスブルク家にアルザスにおける唯一のまとまった所領をもたらすことになった。
ヨハンナは1324年3月26日にウィーンにおいて、アルブレヒト2世と結婚した。アルブレヒトは1330年に多発性関節炎が原因で手足が麻痺し、体が不自由になった。ヨハンナは結婚してから15年間ものあいだ不妊が続き、夫婦関係は不幸としか言えなかった。1337年にアルブレヒトは聖遺物の安置されたケルンとアーヘンに巡礼に出かけた。このときの公爵の祈りを神が聞き届けたかのごとく、公爵夫人ヨハンナは1339年11月1日に39歳という高齢の初産で長男ルドルフを出産した。その後も5人の子供を産んでいる。
ヨハンナは賢明で思慮深い性格の女性だった。政治的な才能や巧妙さにも優れ、夫およびハプスブルク家の勢威の拡大に多大な貢献をした。アルブレヒト2世は手足が不自由で旅行もままならないため、ヨハンナが代わりに外交交渉に出向いた。1336年、ヨハンナはハプスブルク家とルクセンブルク家との間で和平協定を結ぶことに成功し、このおかげでハプスブルク家は後にアドリア海まで勢力を伸張させることに成功した。1347年にオーバーエスターライヒのゼーフェルトで開かれた諸侯の集い（Fürstentag）に際し、神聖ローマ皇帝カール4世は、アルブレヒトとその息子たちをオーストリア、シュタイアーマルク、ケルンテン、クライン（Krain）およびヴィンディッシェ・マルク（Windische Mark）に封じた。
アルブレヒト2世が家門の勢力伸長のためにアクイレイア総大司教座（Patriarcato di Aquileia）と対立した際、ヨハンナは総大司教と外交交渉を行い、同盟関係を築くことに成功した。この同盟関係を大きな支えとして、アルブレヒトは他のライバルを気にすることなくケルンテン、クライン、ヴィンディッシュ・マルクにおける領主権を確立した。もっとも、アルブレヒトは総大司教領から、キウザフォルテ、サン・ミケーレ・アル・タリアメント、ヴェンゾーネ、ジェモーナ・デル・フリウーリといった都市を横領してもいた。
ヨハンナは1351年、末息子のレオポルトを出産した際に51歳で死去した。遺骸は1330年に夫の設立したカルトゥジオ会系のガミンク修道院（Kartause Gaming）に葬られた。

## 子女
- ルドルフ4世（1339年 - 1365年）
- カタリーナ（1342年 - 1381年） - 修道女
- マルガレーテ（1342年 - 1366年） - 1359年にチロル伯マインハルト3世と結婚、1364年にモラヴィア辺境伯ヨハン・ハインリヒと再婚
- フリードリヒ3世（1347年 - 1362年）
- アルブレヒト3世（1349年 - 1395年）
- レオポルト3世（1351年 - 1386年）